# ジェラード・K・オニール
ジェラード・キッチェン・オニール（英: Gerard Kitchen O'Neill、1927年2月6日 - 1992年4月27日）は、アメリカ合衆国の物理学者であり、宇宙開発に関する先駆者である。

## 経歴
ブルックリン区に生まれ、1950年にスワースモア大学を卒業し、1954年にコーネル大学で物理学の博士号を取得した。1954年、プリンストン大学に職を得て、亡くなるまで同大学にとどまった。オニールの初期の研究は高エネルギー素粒子物理学に関するもので、particle storage ring を発明した。
1969年、プリンストン大学で一年生向けの物理学の講義をしていたとき、オニールは学生に次のような質問を投げかけた。「惑星表面は技術文明を拡張していくのに適した場所だろうか？」この質問の答えが「いいえ」となる正当な理由が存在する。また、オニールは「オニールのシリンダー」と呼ばれるスペースコロニーのアイデアを研究・提案した。
Stewart Brand の Point Foundation により、1974年5月、宇宙移民に関する小規模の会議が開催された。他の参加者として、当時MITに入学したばかりのK・エリック・ドレクスラーがいた。オニールが学生と共同で執筆した重要な論文 "The Colonization of Space"（宇宙の植民地化）は1974年9月の Physics Today 誌に掲載された。1975年5月には宇宙での工業生産に関するやや大きな会議が開催された。アポロ時代以降の宇宙活動に関わることとなる多くの人々が参加していた。1975年9月、オニールのスペースコロニーのアイデアを大衆側からサポートするためにL5協会が結成された。
1977年、オニールはプリンストン大学に宇宙研究所（Space Studies Institute）を創設した。同研究所は宇宙開発や宇宙資源に関する研究を行っており、現在も活動している。オニールは宇宙での推進方法としてマスドライバーの研究もしている。また、宇宙ステーション、宇宙移民、太陽光発電衛星、月および小惑星での採掘なども研究した。彼の著書 The High Frontier: Human Colonies in Space は宇宙開発信奉者を生み出すきっかけとなった。
オニールは1988年、プリンストンに O'Neill Communications を創設した。この企業は無線コンピュータネットワークの先駆的企業であり、LAWN（Local Area Wireless Networking）システムを製造販売した。
オニールのアイデアのサポーターの1人リック・タムリンソンはオニールの宇宙研究所で働いていた。タムリンソンは1988年、宇宙フロンティア財団の共同創設者の1人となった。設立当初、財団はオニールのアイデアに基づく大規模なスペースコロニーを支持していた。
オニールは白血病を患い、7年間の闘病の末に亡くなった。彼の遺灰の一部は1997年4月21日、宇宙埋葬された。

## 著作
- The High Frontier: Human Colonies in Space. (1977年). William Morrow & Company. ISBN 0-9622379-0-6
- Space-Based Manufacturing from Nonterrestrial Materials. (1977年). Amer Inst of Aeronautics. ISBN 0-915928-21-3
- 2081: A Hopeful View of the Human Future. (1981年). Simon and Schuster. ISBN 0-671-44751-3
- The Technology Edge: Opportunities for America in world competition. (1983年). Simon and Schuster. ISBN 0-671-55437-9